# تشييدية (اجتماع)
التشييدية الاجتماعية (بالإنجليزية: Social constructionism)‏ هي نظرية معرفية في علم الاجتماع و الاتصال التي تدرس تطور المفاهيم المشتركة في العالم الذي تشكل الافتراضات الأساسية  المشتركة للواقع. تركز النظرية على فكرة أن المعاني تُطور بالتنسيق مع الآخرين وليس بشكل منفصل داخل كل فرد.
مسائل حول عما يعرف البشر والمجتمع التشييدية الاجتماعية ليكون حقيقة واقعية. لذلك  يمكن أن تختلف التركيبات الاجتماعية بناءً على المجتمع والأحداث المحيطة بالفترة الزمنية التي توجد فيها. المال أو مصطلح العملة أحد الأمثلة للبناء الاجتماعي ، حيث اتفق المجتمع على إعطائها أهمية .التشييدية الاجتماعية هو مفهوم األهوية الذاتية مثال آخر عليها . صرح تشارلز كولي استنادًا إلى نظريته التي تبحث عن النظرة الذاتية للزجاج: «لست من تعتقدني إياه ؛ لست من اعتقد أن اكون ؛ أنا أعتقد بأني كما أنا». يوضح كيف أن الناس في المجتمع يبنون الأفكار أو المفاهيم التي قد لا تكون موجودة دون وجود أشخاص أو لغة للتحقق من صحة تلك المفاهيم.
هناك نوعين من التشييدية الاجتماعية  الضعيفة والقوية. تعتمد التشييدية الاجتماعية الضعيفة على الحقائق القاسية ،وهي حقائق أساسية يصعب تفسيرها أو فهمها  مثل الذرات أو حقائق مؤسسية  التي تتشكل من اتفاقيات اجتماعية. تعتمد التركيبات الاجتماعية القوية على المنظور الإنساني والمعرفي التي لا وجود لها فحسب ، بل تُبنى بواسطة المجتمع.

## المفهوم
يهتم مفهوم التشييدية الاجتماعية بالمغزى أو الفكرة أو الدلالة التي يوجها المجتمع على كائن أو حدث ، واعتمادها من قبل سكان ذلك المجتمع فيما يتعلق بكيفية وجهة نظرهم إلى الكائن أو الحدث وكيفية التعامل معه، وفي هذا الصدد ، ستُقبل التشييدية الاجتماعية كفكرة على نطاق شاسع  بشكل فطري للمجتمع.
التركيز الرئيسي للبنية الاجتماعية هو الكشف عن الطرق التي يشارك بها الأفراد والجماعات في بناء واقعهم الاجتماعي المتصور. إنه ينطوي على النظر في طرق تطوير الظواهر الاجتماعية وإضفاء الطابع المؤسسي عليها ومعروفتها وجعلها طبيعة للبشر.

## تطبيقات

### بناء علم النفس الشخصي
طورت علم نفس البناء الشخصي بشكل أساسي منذ ظهورها في الخمسينيات من القرن الماضي كنظرية بناءة للشخصية ونظام لتحويل عمليات صنع المعنى الفردي إلى حد كبير في السياقات العلاجية. وكانت تعتمد على فكرة الأشخاص كعلماء قاموا بانشاء واختبار نظريات حول عوالمهم. لذلك مثلت أحد المحاولات الأولى لتقدير الطبيعة البناءة للتجربة والمعنى الذي يعطيه الأشخاص لتجربتهم. من ناحية أخرى، لقد طُورت التشييدية الاجتماعية بشكل أساسي كشكل من أشكال النقد الذي يهدف إلى تحويل الآثار المترتبة لعمليات صنع المعنى الاجتماعي. بمرور السنين ، تطور التشييدية الاجتماعية لتصبح مجموعة من الأساليب المختلفة ، مع عدم وجود رأي التشييدية الاجتماعية. ومع ذلك ترتبط الأساليب المختلفة ضمن المصطلح العام للبناء الاجتماعي ارتباطًا عميقا ببعض الافتراضات المشتركة حول اللغة والمعرفة والواقع.
هناك طريقة معتادة للتفكير في العلاقة بين علم النفس للبناء الشخصي والبنية الاجتماعية وهي معاملتهم ككيانين منفصلين متشابهان في بعض الجوانب ، ولكنهما مختلفان أيضًا في الجوانب الأخرى. هذه الطريقة لتصور هذه العلاقة هي نتيجة منطقية للاختلافات الظرفية لظهورها. في التحليلات اللاحقة ، صيغت هذه الاختلافات بين علم النفس للبناء الشخصي والبنية الاجتماعية في عدة نقاط من الضغط ، صيغت على أنها معارضة ثنائية: ذاتية واجتماعية ،وبنائية. على الرغم من أن بعض القضايا الأكثر أهمية في علم النفس المعاصر موضحة في هذه المساهمات ، إلا أن تحديد الموقع المستقطب حافظ أيضًا على فكرة الفصل بين علم نفس البناء الشخصي والبناء الاجتماعي ، مما يمهد الطريق أمام فرص محدودة للحوار بينهما فقط.
قد تكون إعادة صياغة العلاقة بين علم نفس البناء الشخصي والبناء الاجتماعي مفيدة لكليهما. من ناحية ، يمتد ويثري نظرية التشييدية الاجتماعية ويشير إلى فوائد تطبيق مجموعة أدوات علم النفس للبناء الشخصي في العلاج والبحوث الإنشائية. من ناحية أخرى ، فإن إعادة صياغة يسهم في نظرية علم النفس بناء الشخصية ويشير إلى طرق جديدة لمعالجة التشييدية الاجتماعية في المحادثات العلاجية.

### علم النفس التربوي
يعتبر علم النفس التربوي مثل التشييدية الاجتماعية ،حيث يشير التشييدية الاجتماعية على أن الناس يعملون معًا لبناء القطع الأثرية. بينما يركز البناءالاجتماعي على القطع الأثرية التي تُنشأ من خلال مجموعة من التفاعلات الاجتماعية ، ويركز التشييدية الاجتماعية على تعليم الفرد وذلك بسبب تفاعلاته الاجتماعية.
تمت دراسة التشييدية الاجتماعية بواسطة العديد من علماء النفس التربويين الذين يهتمون بتداعياتهم على التعليم والتعلم. لمعرفة المزيد عن الأبعاد النفسية للبنية الاجتماعية ، راجع عمل إرنست فون جلازرسفيلد وألف سوليفان بالينكسار.

### العلاج الشامل
العلاج الشامل هو شكل من أشكال العلاج النفسي الذي يسعى إلى جعل الأشخاص تربطهم علاقة فيما بينهم ، والتعامل مع تفاعلات الجماعية وأنماطها وديناميتها التفاعلية.

### دراسات الاتصال
في عام 2016، نشرت مراجعة ببليوغرافية للبناء الاجتماعي على النحو المستخدم فيها. وهي تتميز بنظرة جيدة على الموارد من هذا المنظور التأديبي.